# Sportåret 1887

## Händelser

### Baseboll
- 26 oktober - National League-mästarna Detroit Wolverines vinner World's Series med 10-5 i matcher över American Association-mästarna St. Louis Browns.[1]

### Boxning
Världsmästare
- Världsmästare i tungvikt – John L. Sullivan
- Världsmästare i mellanvikt – Nonpareil Dempsey
- Världsmästare i lättvikt – Jack McAuliffe

### Cricket
- Okänt datum - Surrey CCC vinner County Championship [3].

### Fotboll
- 10 april - Fotbollsklubben Be Quick grundas i Groningen.[4]

### Hästsport
- 11 maj - Vid trettonde Kentucky Derby vinner Isaac Lewis på Montrose med tiden 2.39.25.[4]

### Ishockey
- 4 februari - På Halensee i Berlin vinner Akademischer Sport Club Berlin med 11-4 mot ett studentlag i den första ishockeymatchen på tysk mark.[5]

### Rodd
- 26 mars - Universitetet i Cambridge vinner universitetsrodden mot Oxfords universitet.

### Segling
- 30 september - Amerikanska Volunteer besegrar brittiska Thistle och vinner America's Cup.[4]

### Skidorientering
- Okänt datum - Skidklubben SK Vidar i Sundsvall i Sverige anordnar den första kända tävlingen i skidorientering.[6]

### Softboll
- 16 september - Första softbollmatchen spelas i Chicago.[4]
- 30 november - Första inomhusmatchen i softboll spelas i Chicago.[4]

## Bildade föreningar och klubbar
- Weston Super Mare FC
- 3 juni - Club de Gimnasia y Esgrima La Plata
- 12 juli - Odense BK
- 29 september - Hamburger SV
- 3 november - Académica
- 4 december - Örgryte IS[7]

## Födda
- 22 april – Harald Bohr, dansk matematiker och fotbollsspelare.
- 25 november – Albert Bovin, svensk mästare i höjdhopp.

### Fotnoter
1. ↑  ”Charlton's Baseball Chronology - 1887” (på engelska). Charlton's Baseball Chronology. Arkiverad från originalet den 17 oktober 2007. https://web.archive.org/web/20071017225500/http://www.baseballlibrary.com/chronology/byyear.php?year=1887. Läst 25 juli 2015.
2. ↑  ”Cyber Boxing Zone”. Arkiverad från originalet den 20 juni 2009. https://www.webcitation.org/5hg1si20f?url=http://www.cyberboxingzone.com/boxing/pastchp.htm. Läst 17 juni 2009.
3. ↑  En inofficiell titel fram till december 1889 då första officiella County Championship spelades.
4. 1 2 3 4 5  ”Chronology of Sports”. Arkiverad från originalet den 4 oktober 2011. https://web.archive.org/web/20111004142142/http://worldtimeline.info/sports/spor1880.htm. Läst 18 juli 2011.
5. ↑  ”Deutscher Eishockey-Bund”. Arkiverad från originalet den 1 januari 2012. https://web.archive.org/web/20120101083316/http://www.deb-online.de/index.php/historie.html. Läst 27 augusti 2011.
6. ↑  ”Svenska Skidförbundet”. Arkiverad från originalet den 31 augusti 2011. https://web.archive.org/web/20110831044312/http://www.skidor.com/sv/Varagrenar/Skidorientering/Omskidorientering/Historik/. Läst 18 juni 2011.
7. ↑  Martin Alsiö (14 mars 2004). ”De allsvenska klubbarnas födelsedagar”. Bolletinen. http://www.bolletinen.se/sfs/allsvenskan/grundades.pdf. Läst 11 februari 2015.